# 塞繆爾·巴特勒
塞繆爾·巴特勒（Samuel Butler）（1835年12月4日—1902年6月18日）是一位反傳統英國作家，活躍於維多利亞時代。兩部最有名的作品是烏托邦式諷刺小說《Erewhon》和半自傳體小說《眾生之路》。他也是基督教、演化思想史、義大利藝術、義大利文學史研究家。巴特勒翻譯《伊利亞特》和《奧德賽》版本沿用至今。

## 外部連結
- Samuel Butler的作品  - 古騰堡計劃
- Official English website for European Sacred Mounts
- Official page of the Byron & Butler family （页面存档备份，存于）
- Darwin Among the Machines （页面存档备份，存于）
- Darwin Among the Machines Russian translation «Дарвин среди Машин» （页面存档备份，存于）